# ライアン・ブラウン (外野手)
ライアン・ジョゼフ・ブラウン（Ryan Joseph Braun, 英語発音: [ˈraɪən ˈd͡ʒoʊsəf brɔn]; 1983年11月17日 - ）は、アメリカ合衆国カリフォルニア州ロサンゼルス出身の元プロ野球選手（外野手）。右投右打。ミルウォーキー・ブルワーズのフランチャイズ・プレイヤーとして活躍した。
愛称は「ヘブライ・ハンマー/Hebrew Hammer」、オチョ。Braunの発音はブラウンではなくブローンと発音される。

## 経歴

### プロ入り前
マイアミ大学時代の2005年に打率.388、18本塁打、76打点を記録し、アトランティック・コースト・カンファレンスの最優秀三塁手に選出され、ゴールデンスパイク賞の最終選考の1人にノミネートされた。6月のMLBドラフト1巡目（全体5位）では、ミルウォーキー・ブルワーズから指名を受け、契約金245万ドルで入団した。

### プロ入りとブルワーズ時代
2007年2月に発表されたベースボール・アメリカの有望株ランキングではヨバニ・ガヤルドに次ぐ2位の評価を受け、開幕メジャー入りを期待されたが、AAA級のナッシュビル・サウンズで開幕を迎えた。ナッシュビルでは34試合の出場で、打率.342、10本塁打、22打点を記録すると、5月にメジャー昇格。5月25日のサンディエゴ・パドレス戦でメジャーデビューし、初安打となる二塁打を放ち、初打点も記録した。翌26日にはジャスティン・ジャマーノからメジャー初本塁打を放つなど、4打数3安打の活躍を見せた。6月には1試合4安打を2度記録するなど、打率.382、6本塁打、ナショナルリーグ新人最多となる21打点を記録し、ルーキー・オブ・ザ・マンスに選出された。7月も好調が続き、27試合に出場してリーグトップの11本塁打を記録。ほかにも12試合でマルチヒット、1試合3安打を4度記録するなど、打率.345、同2位の25打点の成績を残した。2か月連続のルーキー・オブ・ザ・マンスに選出されると共に、プレイヤー・オブ・ザ・マンスにも選出され、史上初めて2つの賞を同時受賞した。最終的には三塁手として113試合の出場で、規定打席不足ながら打率.324、34本塁打、97打点といずれもナショナルリーグ新人最高の成績を残した。特に長打率は.634を記録し、これはチームメイトのプリンス・フィルダーを凌ぐリーグ1位。新人としては1987年のマーク・マグワイアを抜き、MLB史上最高となる数値であった。対照的に守備面では26失策と課題が残った。新人王の投票ではトロイ・トゥロウィツキーとは僅か2ポイント差ながら選出され、受賞となった。
2008年は中堅手であったビル・ホールを三塁手で起用した為、左翼手へコンバートされた。5月16日には8年総額4500万ドルで契約延長した。この契約はジェフ・スーパンの4年総額4200万ドルを上回る球団史上最高金額で、契約年数も球団史上最長となった。オールスターゲームのファン投票でチェイス・アトリーに次ぐリーグ2位となる383万5840票で選出された。151試合に出場し、打率.285と前年より4分近く下がったが、37本塁打、106打点、リーグ最多の83長打を記録し、チームのワイルドカード獲得に貢献した。フィラデルフィア・フィリーズとのディビジョンシリーズでは打率.313を記録したが、チームは1勝3敗で敗退。オフには自身初となるシルバースラッガー賞を受賞し、MVPの投票ではアルバート・プホルス、ライアン・ハワードに次ぐ3位に入った。
2009年開幕前の3月に開催された第2回ワールド・ベースボール・クラシック(WBC)のアメリカ合衆国代表に選出された。シーズンでは打率.320、32本塁打、114打点、20盗塁、リーグトップの203安打を記録し、自身初となる「3割、30本塁打、100打点」を達成した。オフには2年連続でシルバースラッガー賞を受賞した。
2010年は打率.304、25本塁打、103打点、14盗塁を記録するも、3年連続で記録していた30本塁打記録が途絶えた。しかし3年連続でシルバースラッガー賞を受賞した。
2011年4月21日に現在の契約に上乗せする形で、2016年シーズンから5年総額1億500万ドルで契約を延長し、2020年シーズンまで残留することが発表された。オプションとして一部球団へのトレード拒否権が含まれており、2021年シーズンの選択権は相互が所持し、バイアウトの際には球団から400万ドルが支払われる。8月31日のセントルイス・カージナルス戦でランニング・ホームランを狙った際、三塁を回った所で2度転び、タッチアウトになった。終盤までホセ・レイエスと首位打者を争い、打率.332、33本塁打、111打点、33盗塁を記録し、トリプルスリーを達成した。また長打率とOPSの二部門でリーグトップを記録し、チームの29年ぶり、ナショナルリーグ移籍後初の地区優勝の原動力となった。アリゾナ・ダイヤモンドバックスとのディビジョンシリーズでは打率.500・1本塁打を記録した。カージナルスとのチャンピオンシップシリーズでも打率.333、6打点を記録したが、2勝4敗で敗退しリーグ優勝はならなかった。オフに自身初となるシーズンMVP、4年連続となるシルバースラッガー賞を受賞した。
2012年は154試合の出場で打率.319（リーグ3位）、41本塁打（同1位）、112打点（同2位）、盗塁も30個（同9位）を記録し、本塁打王のタイトルを獲得し、塁打、OPSと合わせて三部門でリーグトップを記録した。メジャー史上9人目の40本塁打30盗塁、そして、ブラディミール・ゲレーロ以来（2001年 - 2002年）となる2年連続のトリプルスリーを達成した。オフには5年連続でシルバースラッガー賞を受賞した。
2013年2月27日に第3回WBCのアメリカ合衆国代表に選出され、2大会連続2度目の選出を果たした。しかし7月22日に薬物違反によりシーズン終了まで65試合の出場停止処分が下された。この年は61試合に出場し、打率.298、9本塁打、38打点、4盗塁（5盗塁死）を記録した。メジャーデビュー以降、初めて二桁本塁打に届かず、打率も5年ぶりに3割を下回り、5年連続で受賞していたシルバースラッガー賞を逃した。
2014年は右翼手へコンバートされ、135試合に出場し2年ぶりに規定打席到達を果たした。打率.266、19本塁打、81打点、11盗塁を記録した。
2015年は3年ぶりにオールスターゲームに選出された。140試合に出場し、打率.285、25本塁打、84打点、24盗塁を記録した。3年ぶりに20本塁打、20盗塁を達成し、復活の兆しを見せた。
2016年は再び左翼手へコンバートされ、135試合に出場した。出場試合数が4年連続140試合以下となったが、打撃面では打率.305、30本塁打、91打点、16盗塁を記録した。長打率ではリーグ8位を記録し、4年ぶりとなるシーズン30本塁打を記録した。
2017年9月8日のシカゴ・カブス戦でジョン・ラッキーから本塁打を放ち、球団史上初の通算300本塁打を達成した。しかし、脹脛や手首の故障に悩まされ、104試合の出場で打率.268、17本塁打、52打点、12盗塁を記録した。
2018年はクリスチャン・イエリッチやロレンゾ・ケインが移籍してきたことに伴い、外野手のポジションが埋まり、自身初となる一塁手として起用された。4月19日に代打ホームランで通算1000打点を達成した。6月16日のフィリーズ戦で二塁への盗塁を決め、通算200盗塁を達成し、MLB史上25人目となる「300本塁打、200盗塁」を達成した。しかし、このシーズンは自己最低となる打率.254を記録し、20本塁打、64打点、11盗塁を記録した。
2019年4月6日のカブス戦で通算1000得点を達成した。5月4日のニューヨーク・メッツ戦で自身初の1試合6安打を記録し、5月の月間打率は打率.363を記録した。最終成績は打率.285、22本塁打、75打点、11盗塁で6年連続、自身12度目の二桁本塁打、二桁盗塁を達成した。
2020年オフの10月29日に球団が延長オプションの放棄を発表したため、FAとなった。
2021年は無所属のまま過ごしていたが、9月14日に現役引退を発表した。

## ドーピング問題
2011年10月下旬に行われたドーピング検査でテストステロンに陽性反応を示していたことが12月10日にESPNによって報じられた。2012年2月23日、採取された尿の管理体制に不備があったという抗議が認められ、陽性反応という事実は残ったまま出場停止は免れることになった。
2013年1月、バイオジェネシス・スキャンダルが発覚し、フロリダ州マイアミのアンチエイジングクリニックを経営する自称医師のアンソニー・ボッシュから禁止薬物の提供を受けていたと報じられた。ブラウンは「異議申立ての際に、専門家に助言を貰うために相談しただけ」と釈明したが、「そのような重大な問題なら、なぜチームドクターを介さず、無資格の人物に相談したのか」という追及を受け、逆に疑惑を深める結果になってしまった。その後、ボッシュの手書きメモにアレックス・ロドリゲス、メルキー・カブレラ、フランシスコ・セルベーリと共にブラウンの名前が発見され、支払った代金と思われる記述が見つかった。7月22日にこれまで否定していたクリニックからの禁止薬物購入について認めて謝罪し、本来の処分2回目100試合から短縮された、シーズン残り65試合の出場停止処分を受け入れた。2011年にMVPを受賞していたが、その時2位だったマット・ケンプから「MVPは剥奪されるべきだ」と批判された。

## 詳細情報

### 年度別打撃成績
| 年 度     | 球 団     | 試 合 | 打 席 | 打 数 | 得 点 | 安 打 | 二 塁 打 | 三 塁 打 | 本 塁 打 | 塁 打 | 打 点 | 盗 塁 | 盗 塁 死 | 犠 打 | 犠 飛 | 四 球 | 敬 遠 | 死 球 | 三 振 | 併 殺 打 | 打 率 | 出 塁 率 | 長 打 率 | O P S |
| --------- | --------- | ----- | ----- | ----- | ----- | ----- | -------- | -------- | -------- | ----- | ----- | ----- | -------- | ----- | ----- | ----- | ----- | ----- | ----- | -------- | ----- | -------- | -------- | ----- |
| 2007      | MIL       | 113   | 492   | 451   | 91    | 146   | 26       | 6        | 34       | 286   | 97    | 15    | 5        | 0     | 5     | 29    | 1     | 7     | 112   | 13       | .324  | .370     | .634*    | 1.004 |
| 2008      | MIL       | 151   | 663   | 611   | 92    | 174   | 39       | 7        | 37       | 338   | 106   | 14    | 4        | 0     | 4     | 42    | 4     | 6     | 129   | 13       | .285  | .335     | .553     | .888  |
| 2009      | MIL       | 158   | 708   | 635   | 113   | 203   | 39       | 6        | 32       | 350   | 114   | 20    | 6        | 0     | 3     | 57    | 1     | 13    | 121   | 7        | .320  | .386     | .551     | .937  |
| 2010      | MIL       | 157   | 684   | 619   | 101   | 188   | 45       | 1        | 25       | 310   | 103   | 14    | 3        | 0     | 3     | 56    | 1     | 6     | 105   | 17       | .304  | .365     | .501     | .866  |
| 2011      | MIL       | 150   | 629   | 563   | 109   | 187   | 38       | 6        | 33       | 336   | 111   | 33    | 6        | 0     | 3     | 58    | 2     | 5     | 93    | 9        | .332  | .397     | .597     | .994  |
| 2012      | MIL       | 154   | 677   | 598   | 108   | 191   | 36       | 3        | 41       | 356   | 112   | 30    | 7        | 0     | 5     | 63    | 15    | 11    | 128   | 12       | .319  | .391     | .595     | .987  |
| 2013      | MIL       | 61    | 253   | 225   | 30    | 67    | 14       | 2        | 9        | 112   | 38    | 4     | 5        | 0     | 1     | 27    | 7     | 0     | 56    | 8        | .298  | .372     | .498     | .869  |
| 2014      | MIL       | 135   | 580   | 530   | 68    | 141   | 30       | 6        | 19       | 240   | 81    | 11    | 5        | 0     | 3     | 41    | 3     | 6     | 113   | 17       | .266  | .324     | .453     | .777  |
| 2015      | MIL       | 140   | 568   | 506   | 87    | 144   | 27       | 3        | 25       | 252   | 84    | 24    | 4        | 0     | 3     | 54    | 4     | 4     | 115   | 20       | .285  | .356     | .498     | .854  |
| 2016      | MIL       | 135   | 564   | 511   | 80    | 156   | 23       | 3        | 30       | 275   | 91    | 16    | 5        | 0     | 3     | 46    | 10    | 4     | 98    | 20       | .305  | .365     | .538     | .903  |
| 2017      | MIL       | 104   | 425   | 380   | 58    | 102   | 28       | 2        | 17       | 185   | 52    | 12    | 4        | 0     | 4     | 38    | 2     | 3     | 76    | 15       | .268  | .336     | .487     | .823  |
| 2018      | MIL       | 125   | 447   | 405   | 59    | 103   | 25       | 1        | 20       | 190   | 64    | 11    | 5        | 0     | 3     | 34    | 5     | 2     | 85    | 8        | .254  | .313     | .469     | .782  |
| 2019      | MIL       | 144   | 508   | 459   | 70    | 131   | 31       | 2        | 22       | 232   | 75    | 11    | 1        | 0     | 3     | 34    | 1     | 8     | 105   | 15       | .285  | .343     | .505     | .849  |
| 2020      | MIL       | 39    | 141   | 129   | 14    | 30    | 7        | 1        | 8        | 63    | 26    | 1     | 0        | 0     | 1     | 7     | 0     | 2     | 27    | 6        | .233  | .281     | .488     | .769  |
| MLB：14年 | MLB：14年 | 1766  | 7340  | 6622  | 1080  | 1963  | 408      | 49       | 352      | 3525  | 1154  | 216   | 60       | 0     | 44    | 586   | 56    | 77    | 1363  | 179      | .296  | .358     | .532     | .891  |

- 各年度の太字はリーグ最高
- ※2007年は規定打席に10打席不足しているが、不足分を凡打と仮定しても.620であり、規定打席到達者でリーグ最高長打率のプリンス・フィルダー（.618）を上回る。

### WBCでの打撃成績
| 年 度 | 代 表          | 試 合 | 打 席 | 打 数 | 得 点 | 安 打 | 二 塁 打 | 三 塁 打 | 本 塁 打 | 塁 打 | 打 点 | 盗 塁 | 盗 塁 死 | 犠 飛 | 四 球 | 敬 遠 | 死 球 | 三 振 | 併 殺 打 | 打 率 | 出 塁 率 | 長 打 率 |
| ----- | -------------- | ----- | ----- | ----- | ----- | ----- | -------- | -------- | -------- | ----- | ----- | ----- | -------- | ----- | ----- | ----- | ----- | ----- | -------- | ----- | -------- | -------- |
| 2009  | アメリカ合衆国 | 6     | 22    | 21    | 3     | 8     | 2        | 0        | 1        | 13    | 2     | 0     | 1        | 0     | 1     | 0     | 0     | 3     | 0        | .381  | .409     | .619     |
| 2013  | アメリカ合衆国 | 6     | 27    | 25    | 4     | 7     | 2        | 0        | 0        | 9     | 1     | 1     | 0        | 0     | 2     | 0     | 0     | 7     | 2        | .280  | .333     | .360     |

### 年度別守備成績
内野守備
| 年 度 | 球 団 | 一塁（1B) | 一塁（1B) | 一塁（1B) | 一塁（1B) | 一塁（1B) | 一塁（1B) | 三塁（3B） | 三塁（3B） | 三塁（3B） | 三塁（3B） | 三塁（3B） | 三塁（3B） |
| 年 度 | 球 団 | 試 合     | 刺 殺     | 補 殺     | 失 策     | 併 殺     | 守 備 率  | 試 合      | 刺 殺      | 補 殺      | 失 策      | 併 殺      | 守 備 率   |
| ----- | ----- | --------- | --------- | --------- | --------- | --------- | --------- | ---------- | ---------- | ---------- | ---------- | ---------- | ---------- |
| 2007  | MIL   | -         | -         | -         | -         | -         | -         | 112        | 61         | 161        | 26         | 12         | .895       |
| 2018  | MIL   | 18        | 85        | 8         | 2         | 8         | .979      | -          | -          | -          | -          | -          | -          |
| 2020  | MIL   | 1         | 0         | 0         | 0         | 0         | .---      | -          | -          | -          | -          | -          | -          |
| MLB   | MLB   | 19        | 85        | 8         | 2         | 8         | .979      | 112        | 61         | 161        | 26         | 12         | .895       |

外野守備
| 年 度 | 球 団 | 左翼（LF） | 左翼（LF） | 左翼（LF） | 左翼（LF） | 左翼（LF） | 左翼（LF） | 中堅（CF） | 中堅（CF） | 中堅（CF） | 中堅（CF） | 中堅（CF） | 中堅（CF） | 右翼（RF） | 右翼（RF） | 右翼（RF） | 右翼（RF） | 右翼（RF） | 右翼（RF） |
| 年 度 | 球 団 | 試 合      | 刺 殺      | 補 殺      | 失 策      | 併 殺      | 守 備 率   | 試 合      | 刺 殺      | 補 殺      | 失 策      | 併 殺      | 守 備 率   | 試 合      | 刺 殺      | 補 殺      | 失 策      | 併 殺      | 守 備 率   |
| ----- | ----- | ---------- | ---------- | ---------- | ---------- | ---------- | ---------- | ---------- | ---------- | ---------- | ---------- | ---------- | ---------- | ---------- | ---------- | ---------- | ---------- | ---------- | ---------- |
| 2007  | MIL   | -          | -          | -          | -          | -          | -          | -          | -          | -          | -          | -          | -          | -          | -          | -          | -          | -          | -          |
| 2008  | MIL   | 149        | 275        | 9          | 0          | 0          | 1.000      | -          | -          | -          | -          | -          | -          | -          | -          | -          | -          | -          | -          |
| 2009  | MIL   | 158        | 304        | 8          | 2          | 2          | .994       | -          | -          | -          | -          | -          | -          | -          | -          | -          | -          | -          | -          |
| 2010  | MIL   | 153        | 279        | 6          | 3          | 1          | .990       | -          | -          | -          | -          | -          | -          | -          | -          | -          | -          | -          | -          |
| 2011  | MIL   | 147        | 259        | 8          | 1          | 2          | .996       | -          | -          | -          | -          | -          | -          | -          | -          | -          | -          | -          | -          |
| 2012  | MIL   | 151        | 276        | 6          | 6          | 1          | .979       | -          | -          | -          | -          | -          | -          | -          | -          | -          | -          | -          | -          |
| 2013  | MIL   | 59         | 116        | 5          | 2          | 1          | .984       | -          | -          | -          | -          | -          | -          | -          | -          | -          | -          | -          | -          |
| 2014  | MIL   | -          | -          | -          | -          | -          | -          | 1          | 0          | 0          | 0          | 0          | ----       | 134        | 263        | 5          | 2          | 2          | .993       |
| 2015  | MIL   | -          | -          | -          | -          | -          | -          | -          | -          | -          | -          | -          | -          | 130        | 205        | 5          | 2          | 1          | .991       |
| 2016  | MIL   | 127        | 208        | 12         | 3          | 3          | .987       | -          | -          | -          | -          | -          | -          | 2          | 1          | 0          | 0          | 0          | 1.000      |
| 2017  | MIL   | 95         | 146        | 7          | 2          | 0          | .987       | -          | -          | -          | -          | -          | -          | -          | -          | -          | -          | -          | -          |
| 2018  | MIL   | 93         | 135        | 1          | 1          | 0          | .993       | -          | -          | -          | -          | -          | -          | 1          | 3          | 0          | 0          | 0          | 1.000      |
| 2019  | MIL   | 110        | 153        | 6          | 5          | 0          | .970       | -          | -          | -          | -          | -          | -          | 2          | 2          | 0          | 0          | 0          | 1.000      |
| 2020  | MIL   | -          | -          | -          | -          | -          | -          | -          | -          | -          | -          | -          | -          | 20         | 26         | 0          | 1          | 0          | .963       |
| MLB   | MLB   | 1242       | 2151       | 68         | 25         | 10         | .989       | 1          | 0          | 0          | 0          | 0          | ----       | 289        | 500        | 10         | 5          | 3          | .990       |

- 各年度の太字はリーグ最高

### タイトル
- 本塁打王：1回（2012年）

### 表彰
- シーズンMVP：1回（2011年）
- 新人王：（2007年）
- シルバースラッガー賞（外野手部門）：5回（2008年 - 2012年）
- 月間MVP：2回（2007年7月、2008年7月）

### 記録
- MLBオールスターゲーム選出：6回（2008年 - 2012年、2015年）
- トリプルスリー：2回（2011年 - 2012年）
- 300本塁打＆200盗塁 ※MLB史上25人目

### 背番号
- 8（2007年 - 2020年）

### 代表歴
- 2009 ワールド・ベースボール・クラシック・アメリカ合衆国代表
- 2013 ワールド・ベースボール・クラシック・アメリカ合衆国代表